# La Nuit bulgare
Pour plus de détails, voir Fiche technique et Distribution.
La Nuit bulgare est un film français réalisé par Michel Mitrani et sorti en 1970.

## Synopsis
Le diplomate français Paul Tarset doit négocier un contrat d’équipement de plusieurs milliards avec la République Populaire de Bulgarie. Refusant de céder aux pressions exercées par le principal industriel français, Bohringer, qui voudrait que la subvention soit attribuée avant l’opération, Tarset devient l’objet d’un chantage de la part de l’industriel qui le menace de révéler ses origines compromettantes. Commence alors entre les deux hommes un affrontement où vont se mêler cauchemar et réalité.   

## Fiche technique
- Titre : La Nuit bulgare
- Réalisateur : Michel Mitrani
- Scénario : Michel Mitrani, Claude Varlin
- Assistant-réalisateur : Alain Lavalle
- Musique : Girolamo Arrigo
- Directeur de la photographie : Sacha Vierny
- Ingénieur du son : Henri Moline
- Décorateurs : Georges Lévy, André Piltant
- Monteur : Marcel Teulade
- Pays d’origine :  France
- Année de tournage : 1969
- Tournage extérieur : Dieppe
- Producteur : Pierre Neurisse
- Sociétés de production : Dovidis (France), Argos Films (France), ORTF
- Format : couleur par Eastmancolor — son monophonique — 35 mm
- Genre : drame, parabole
- Durée : 85 minutes
- Dates de sortie :
  - France : 15 avril 1970 (Festival international du jeune cinéma de Hyères) ; 1972 (sortie nationale)

## Distribution
- Marina Vlady : Marthe Tarset
- Henri Garcin : Paul Tarset
- Charles Vanel : Bohringer
- François Périer : Lafond
- Thalie Frugès : Odile
- Charles Millot : le chef de la délégation bulgare
- René Clermont : Desnoye
- Jean-Pierre Andréani : l'interprète

## Autour du film
- Marina Vlady[1] : « Michel Mitrani me fait lire un scénario bouleversant, La Nuit bulgare, qu’il a écrit en puisant dans l’un des thèmes les plus douloureux : l’enfance martyrisée par les forces du Mal. La violence brute, l’injustice, la misère, l’exil, les crimes qui ne peuvent échapper aux yeux d’enfants, innocents témoins des horreurs de la guerre. Toute cette thématique est transposée dans un monde imaginaire sur lequel règne une horde d’êtres monstrueux aux bras terminés par d’énormes massues, incarnant les forces qui terrorisent les populations sans défense : femmes, enfants, vieillards. […] Travailler avec un homme comme Michel Mitrani n’est pas simple. Il a une telle culture, il sait tant de choses, nous nous connaissons si bien que nous passons beaucoup de temps à analyser les scènes sans jamais arriver au bout de nos discussions. Avec lui j’aime ça, tout comme je peux aimer ne pas entendre parler un réalisateur, ou, au contraire, devenir une « imitatrice », comme naguère avec Orson Welles. […] Film étrange, inclassable, La Nuit bulgare a fait carrière dans divers festivals : Mostra de Venise 1972, Festival de Pessac. Il a reçu une critique fervente, beaucoup de papiers dithyrambiques, d’autres perplexes, quelques-uns franchement mauvais. Un succès d’estime, mais un complet échec public ! En France, il n’est sorti que dans un petit nombre de salles, et, en Europe, curieusement uniquement en Allemagne. Mais est-ce si curieux ? »